# Rowan Blanchard
Rowan Blanchard (* 14. října 2001, Los Angeles, Kalifornie, Spojené státy americké) je americká herečka. Nejvíce se proslavila rolí Riley Matthews v seriálu stanice Disney Channel Riley ve velkém světě.

## Životopis
Rowan se narodila v Los Angeles, Kalifornie. Je dcerou Elizabeth a Marka Blanchard-Boulbol, kteří jsou instruktoři jógy. Její dědeček byl imigrant ze Středního Východu, který má arménské předky, a její babička z otcovy strany má předky z Anglie, Dánska a Švédska. Byla pojmenována po postavě z filmu Witching Hour. Rowan má dva mladší sourozence, Carmen a Shane.

## Kariéra
Blanchard začala hrát v pěti letech. V roce 2010, Rowan byla obsazena jako dcera Mona ve filmu Záložní plán a byla obsazena do seriálu stanice Disney Junior Dance-A-Lot Robot jako Caitlin. V roce 2011 získala roli  Rebeccy Wilson ve Spy Kids 4D: Stroj času, a jako Raquel Pacheco se objevila ve filmu Little in Common. Na konci ledna 2013 získala roli Riley Matthews, jednu z hlavních rolí nového seriálu stanice Disney Channel Riley ve velkém světě. Se Sabrinou Carpenter nazpívala úvodní píseň. Je členkou kruhy hvězd Disney Channel. Na začátku ledna 2015, Blanchard byl obsazen do role Cleo v televizním filmu Moje neviditelná sestra. V roce 2018 si zahrála ve filmu V pasti času.

## Filmografie
| Rok  | Název                   | Role           | Poznámky                                                                  |
| ---- | ----------------------- | -------------- | ------------------------------------------------------------------------- |
| 2010 | Záložní plán            | Mona           |                                                                           |
| 2011 | Little in Common        | Raquel Pacheco |                                                                           |
| 2011 | Spy Kids 4D: Stroj času | Rebecca Wilson | Nominace - Young Artist Award v kategorii Nejlepší herečka 10 a méně let. |
| 2016 | The Realest Real        | Paige          | krátkometrážní film                                                       |
| 2018 | V pasti času            | Veronica       |                                                                           |
| 2019 | A World Away            | Jessica        |                                                                           |

| Rok       | Název                   | Role                                              | Poznámky |
| --------- | ----------------------- | ------------------------------------------------- | --- |
| 2010      | Dance-A-Lot Robot       | Caitlin                                           | Hlavní role, 5 dílů |
| 2014–2017 | Riley ve velkém světě   | Riley Matthews                                    | Hlavní role; Disney Channel seriál Nominace - Teen Choice Awards v kategorii Nejlepší letní televizní hvězda - žena (2016, 2017) Nominace – Kid's Choice Awards v kategorii Nejlepší televizní hvězda: žena (2017) nominace – Young Artist Awards v kategorii Nejlepší mladé obsazení v TV seriálu (2015) |
| 2015      | Kámošky s časem         | Riley Matthews                                    | díl: „Cyd and Shelby's Haunted Escape“ |
| 2015      | Moje neviditelná sestra | Cleo                                              | Disney Channel film |
| 2017–2018 | Goldbergovi             | Jackie                                            | Vedlejší role, 12 dílů |
| 2018      | Neo Yokio               | Bergdorf Chan / Prodejce č. 3 / puberťačka (hlas) | díl: „Pink Christmas“ |
| 2018–2019 | Na hromádce s ex        | China                                             | 2 díly |
| 2020–2022 | Ledová archa            | Alexandra Cavill                                  | hostující role (1. řada), hlavní role (2. řada) |